# Petter Tande
Petter Laukslett Tande (Oslo, 11 giugno 1985) è un ex combinatista nordico norvegese.

## Biografia
Vincitore di medaglie d'oro mondiali, Petter Tande ottiene il suo primo risultato di rilievo l'8 dicembre 2001 a Mobakken/Bardufosstun, in Norvegia, giungendo 29º in una Gundersen valida per la Coppa del Mondo B. L'anno seguente vince la medaglia di bronzo ai Mondiali juniores di Schonach, in Germania, nella partenza in linea a squadre e due mesi dopo il 13 marzo 2002 esordisce in Coppa del Mondo sulle nevi di casa di Trondheim piazzandosi 21º in una gara sprint K120/7.5 km.
Nel 2003 partecipa nuovamente ai Mondiali juniores nell'edizione di Sollefteå, in Svezia, aggiudicandosi tre medaglie: un argento (nella partenza in linea a squadre K107/staffetta 4x5 km) e due bronzi (nell'individuale e nella sprint). Risultati ancora migliori, nella stessa manifestazione internazionale, li otterrà a Stryn 2004 conquistando l'oro in tutte e tre le specialità (individuale, sprint e gara a squadre K90/staffetta 4x5 km).
Nella stagione seguente viene convocato per i Mondiali di Oberstdorf ai quali vince l'oro nella competizione a squadre HS 137/staffetta 4x5 km a tecnica libera. È presente anche ai Mondiali juniores di Rovaniemi 2005, in Finlandia, dove incrementa il suo palmarès con due ori nelle gare individuali.
Nel dicembre dello stesso anno sale per la prima volta sul gradino più alto del podio in Coppa del Mondo a Ramsau, in Austria, in una partenza in linea. Nel 2006 è presente ai XX Giochi olimpici invernali di Torino 2006 e riporta come miglior piazzamento il quarto posto nell'individuale Gundersen. Convocato anche per i Mondiali di Sapporo, in Giappone, del 2007 ottiene un bronzo nella gara a squadre HS134/staffetta 4x5 km a tecnica libera, risultato che bissa anche due anni dopo a Liberec, in Repubblica Ceca.
Ai XXI Giochi olimpici invernali di Vancouver 2010 è 17° nell'individuale dal trampolino normale, 6° nell'individuale dal trampolino lungo e 5° nella gara a squadre.

## Palmarès

### Mondiali
- 3 medaglie:
  - 1 oro (gara a squadre a Oberstdorf 2005)
  - 2 bronzi (gara a squadre a Sapporo 2007; gara a squadre a Liberec 2009)

### Mondiali juniores
- 9 medaglie:
  - 5 ori (individuale, sprint, gara a squadre a Stryn 2004; individuale, sprint a Rovaniemi 2005)
  - 1 argento (partenza in linea a squadre a Sollefteå 2003)
  - 3 bronzi (partenza in linea a squadre a Schonach 2002; individuale, sprint a Sollefteå 2003)

### Coppa del Mondo
- Miglior piazzamento in classifica generale: 2º nel 2008
- 20 podi:
  - 7 vittorie
  - 6 secondi posti
  - 7 terzi posti

#### Coppa del Mondo - vittorie
| Data             | Località            | Nazione   | Trampolino                   | Spec.                                                      |
| ---------------- | ------------------- | --------- | ---------------------------- | ---------------------------------------------------------- |
| 17 marzo 2005    | Ramsau am Dachstein | Austria   | W90-Mattensprunganlage HS100 | MS NH/10 km                                                |
| 11 marzo 2006    | Oslo                | Norvegia  | Holmenkollen HS128           | IN LH/15 km                                                |
| 6 gennaio 2008   | Schonach            | Germania  | Langenwaldschanze HS96       | IN NH/15 km                                                |
| 16 febbraio 2008 | Liberec             | Rep. Ceca | Ještěd HS134                 | MS LH/10 km                                                |
| 29 febbraio 2008 | Lahti               | Finlandia | Salpausselkä HS130           | IN LH/15 km                                                |
| 9 marzo 2008     | Oslo                | Norvegia  | Holmenkollen HS128           | SP LH/7,5 km                                               |
| 13 marzo 2010    | Oslo                | Norvegia  | Holmenkollen HS123           | T LH/4x5 km (con Mikko Kokslien, Jan Schmid e Magnus Moan) |

Legenda:

IN = individuale Gundersen

SP = sprint

MS = partenza in linea

T = gara a squadre

NH = trampolino normale

LH = trampolino lungo